# Favia rotundata
Favia rotundata är en korallart som först beskrevs av Veron, Pichon och George Newton Best 1977.  Favia rotundata ingår i släktet Favia och familjen Faviidae. IUCN kategoriserar arten globalt som nära hotad. Inga underarter finns listade i Catalogue of Life.